# Ґустав Фаберже
Ґустав Фаберже (30 грудня 1814, Пярну — 29 жовтня 1893, Дрезден) — ювелір родом з естонського міста Пярну. Помер у Німеччині. Засновник ювелірної фірми «Дім Фаберже». У 1860 році виїхав до Дрездена.
Дружина — Шарлотте Юнґштедт, син — також ювелір Карл Фаберже.